# Opwerking
Opwerking of verrijking is het zuiveren van een mengsel van stoffen om de eigenlijk gewenste stof hieruit min of meer zuiver te verkrijgen. In het bijzonder wordt de term gebruikt in de synthetische chemie en in de nucleaire industrie. In de nucleaire- en wapenindustrie vindt opwerking plaats in opwerkingsfabrieken voor verrijking van uranium en plutonium.

## Synthetische chemie
In de synthetische (organische) chemie wordt onder opwerken het geheel van stappen verstaan dat nadat de eigenlijke synthese van de verbinding heeft plaatsgevonden leidt tot een zuiver product. Afhankelijk van de stofeigenschappen en de hoeveelheid kan opwerken bestaan uit (een combinatie van):
- omkristalliseren
- destilleren
- wassen met water (eventueel met zuur, zout of base) of met een organisch oplosmiddel
- chromatografie
- filtratie
- sublimatie

## Kernbrandstof
In de nucleaire industrie wordt de term opwerking gebruikt voor het terugwinnen van nog bruikbare splijtstof uit bestraalde kernbrandstof, waarbij componenten als uranium, plutonium, kleine actiniden, splijtingsproducten, activeringsproducten en bekleding (van de brandstofstaven) worden gescheiden.

### Opwerkingsfabrieken
In Europa staan nog twee werkende opwerkingsfabrieken. Een opwerkingsfabriek staat in Sellafield in het Verenigd Koninkrijk. De andere opwerkingsfabriek staat in La Hague in Frankrijk. Naar deze laatste fabriek gaan alle uitgewerkte brandstofelementen van Nederlandse kerncentrales.

### Doelen van opwerking
Opwerking kan verschillende doelen hebben:
- de productie van plutonium voor kernwapens: het in reactorbrandstof aanwezige uranium-238 is door de bestraling met neutronen deels omgezet in het splijtbare plutonium-239
- het hergebruiken van plutonium, uranium en andere actiniden als brandstof voor kweekreactoren, zodat de kernbrandstofcyclus wordt gesloten en de energie per eenheid uranium kan worden vergroot met een factor 60.[1]
- nadat de bouw van kweekreactoren in het westen werd uitgesteld of afgeblazen: het eenmalig hergebruiken van plutonium en uranium als MOX-brandstof voor thermische reactoren, waarmee de verkregen energie toeneemt met ongeveer 12%.[2]
- beheer van de radioactiviteit in kernafval door het scheiden van:
  - actiniden voor vernietiging door kernsplijting of (voorlopige) opslag.
  - een aantal langlevende splijtingsproducten (99Tc en 129I) en activeringsproducten voor opslag (en op de langere termijn wellicht vernietiging door transmutatie door middel van neutronenvangst).
  - andere langlevende splijtings- en activeringsproducten voor lange opslag in een diepe geologische berging, die een beperkte capaciteit kan hebben
  - laagradioactief afval, zoals opgewerkt uranium voor minder stringente verwijdering
  - veilige korte-termijnopslag voor het verval van gevaarlijke middellanglevende radio-isotopen, zoals 137Cs en 90Sr
  - radio-isotopen voor industrieel gebruik